# Dasylophus cumingi
El malcoha frisado o malcoha frisada (Dasylophus cumingi) es una especie de ave cuculiforme de la familia Cuculidae endémica de las Filipinas.